# Bishorn
Bishorn – szczyt w Alpach Pennińskich, w masywie Weisshorn. Leży w południowej Szwajcarii w kantonie Valais, blisko granicy z Włochami. Leży na północ od Weisshorn.
Szczyt ma dwa wierzchołki:
- zachodni (4153 m), pierwsze wejście G. S. Barnes, R. Chessyre-Walker, Joseph Imboden i J. M. Chanton 18 sierpnia 1884 r.
- wschodni Pointe Burnaby (4134 m), pierwsze wejście Elizabeth Burnaby, Joseph Imboden i Peter Sarbach 6 maja 1884 r.

Szczyt można zdobyć ze schronisk Turtmann-Hütte (2519m) lub Cabane de Tacuit (3256 m). Szczyt przykrywa lodowiec Turtmanngletscher.